# زقة شرقية
قاذف أحمر (الاسم العلمي: Anhinga melanogaster) (بالإنجليزية: Oriental Darter)‏ هو طائر كبير من الطيور التي تنتمي إلى عائلة القاذفات، وتسمى أحيانا الطيور الثعبانية أو زق ، وهو نوع من الطيور الذي يعيش في جنوب آسيا وجنوب شرقيها، على نطاق واسع في نيبال إلى جزيرة تيمور. قليلا مثل الغاق، ويتميز بالعنق الطويل جدا. وينظر إليها في كثير من الأحيان تسبح مع رأسها فوق الماء.
- يضع بين 3 و 6 بيوض في عش من الأغصان التي تبنى في شجرة.

## قائمة السلالات
- Anhinga melanogaster melanogaster
- Anhinga melanogaster novaehollandiae
- Anhinga melanogaster rufa
- Anhinga melanogaster vulsini